# Сурковская
Сурковская — деревня в Вожегодском районе Вологодской области.
Входит в состав Бекетовского сельского поселения, с точки зрения административно-территориального деления — в Бекетовский сельсовет.
Расстояние по автодороге до районного центра Вожеги — 42 км, до центра муниципального образования Бекетовской — 10 км. Ближайшие населённые пункты — Назаровская, Барановская, Куклинская, Наволок, Осиевская, Кубинская.
По переписи 2002 года население — 50 человек (20 мужчин, 30 женщин). Всё население — русские.